# ماسانوری ایتو
ماسانوری ایتو (ژاپنی: 伊藤 雅範؛ زادهٔ ۲۰ آوریل ۱۹۷۸) یک بازیکن فوتبال اهل ژاپن است.
از باشگاه‌هایی که در آن بازی کرده‌است می‌توان به باشگاه فوتبال توکیواشاره کرد.